# Національний комплекс лазерних термоядерних реакцій
Національний комплекс лазерних термоядерних реакцій (англ. National Ignition Facility, NIF) — науковий комплекс для здійснення керованого термоядерного синтезу з інерційним утриманням плазми (англ. Inertial confinement fusion, ICF) за допомогою лазерів. Комплекс розташований у Ліверморській національній лабораторії імені Лоуренса в місті Лівермор (штат Каліфорнія, США). Директор проєкту NIF — Едвард Мозес (англ. Edward Moses).
На спорудження комплексу пішло 12 років і 3,9 млрд доларів США. Про завершення будівництва було повідомлено 31 березня 2009 року. Очікується, що вихід термоядерної енергії на установці вперше перевищить енергію, витрачену на запуск реакції.

## Технічні характеристики установки

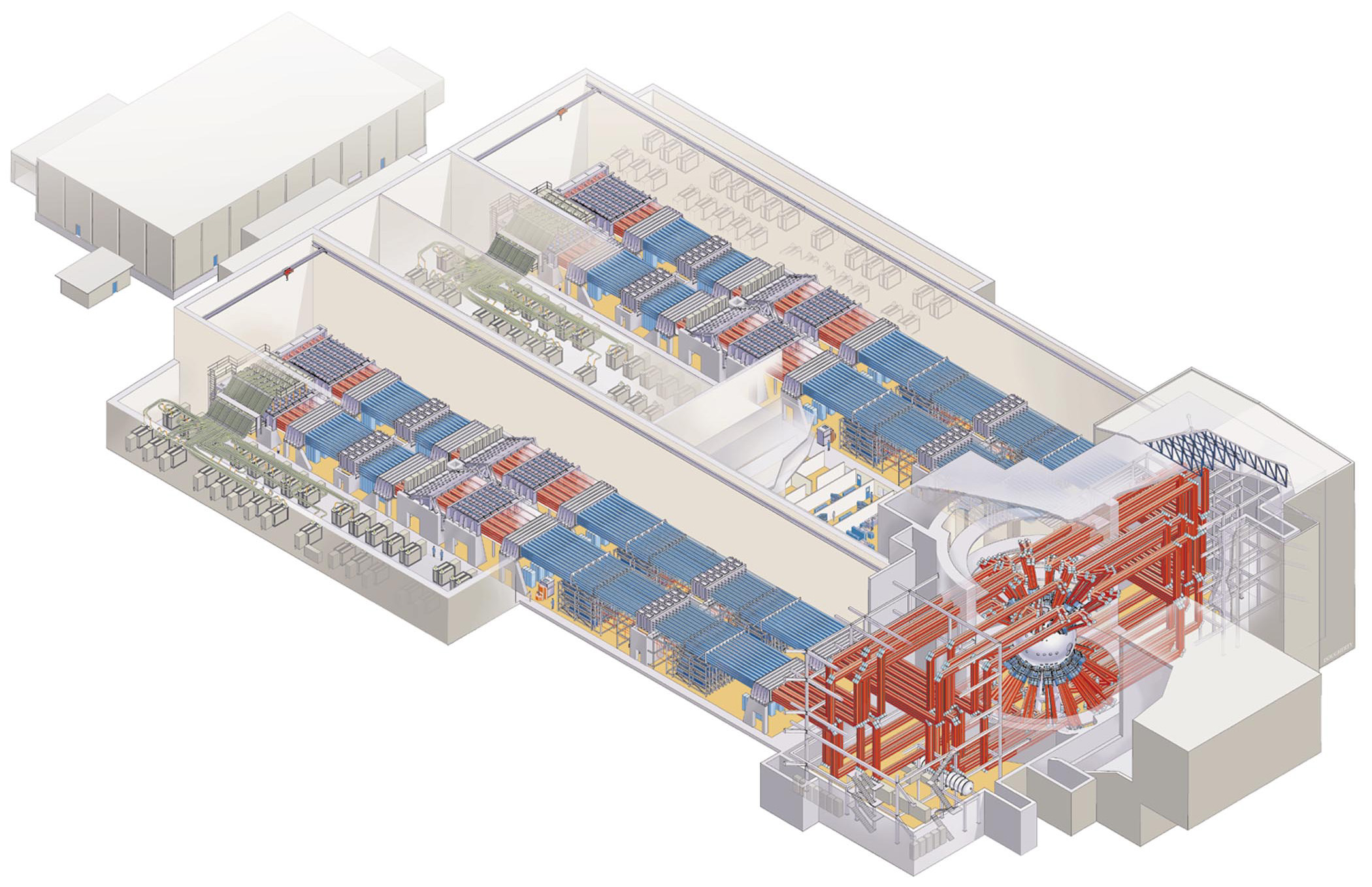
Схема лазерного комплексу термоядерних випробовувань.

Комплекс складається зі 192 потужних лазерів, що одночасно будуть скеровані на міліметрову мішень у золотому циліндрі, де міститимуться дейтерій і тритій. Потужність лазерної установки — 500 терават. Температура мішені сягатиме десятків мільйонів градусів, при цьому відбудеться її стискання в 1000 разів.
Усі 192 УФ-лазери, що спрямують потік частинок на мішень у центрі цільової камери, беруть свій початок від одного інфрачервоного лазера, промінь якого ділиться на безліч потоків. Кожен із них загалом долає відстань 300 м, проходячи самостійно ланцюг із велетенських лазерних підсилювачів і перетворювачів частот. Тривалість кожного імпульсу становить від одної до декількох наносекунд, а узгодженість часу приходу всіх променів до мішені така, що розбіжність між найшвидшим і найповільнішим імпульсом не перевищує 30 пікосекунд. Кожен промінь у кінцевому результаті потрапляє в чітко відведену йому точку на внутрішній поверхні золотого контейнера, де створює світлову пляму діаметром 50 мкм.

## Рекорди
Лазерний імпульс рекордно високої потужності був здійснений під час експерименту 5 липня 2012 року. За допомогою ультрафіолетових лазерних променів була здійснена передача потужністю понад 500 ТВт і піковою енергією понад 1,85 МДж. 192 лазери випустили промені по цілі діаметром близько 2 мм з різницею в часі, що не перевищує декількох трильйонних часток секунди. Загальна енергія лазерного імпульсу опинилася в межах розрахункової з точністю, що перевищує 1 %, така ж точність була забезпечена і при фокусуванні лазерних променів.